# Cairo (New York)
Cairo è un comune degli Stati Uniti d'America, situato nello Stato di New York, nella contea di Greene.